# Щелкуны-чернецы
Щелкуны-чернецы (лат. Melanotus) — большой род жуков-щелкунов, насчитывающий более 400 видов.

## Описание

### Имаго
Щелкуны средних размеров и довольно крупные. Тело стройное, одноцветное. Клипеальная область довольно широкая. Усики у самцов и самок пиловидные начиная с четвёртого сегмента, у самцов с двойным рядом стоячих волосков по наружному краю. Швы переднегруди двойные, спереди слегка углублённые. Задний отросток переднегруди резко наклонённый. Бедренные покрышки задних тазиков сужаются по направлению наружу сильно и довольно равномерно. Все сегменты лапок без лопастинок.

### Личинки
Тело уплощённое и цилиндрическое, у личинок (проволочников) старших возрастов более плоское, отношение к ширине около 11-14. Сверху окраска варьирует от оранжевого до бурого, концы тела темнее, молодые проволочники жёлтые. Голова на одну треть шире длины, в передней части суженная. Лобная пластинка с пятью основными щетинками и часто с развитой мезальной парой щетинок, иногда имеется проксимальная пара. Назале клиновидной формы, заострённое, передний край лобной пластинки по обе стороны от назале часто (у видов с юга) с парой дополнительных зубцов. Глаза отсутствуют. Тергиты пунктированы, без морщинок, со второго грудного ниже килевидной каймы с боков, с хорошо выраженными мускульными вдавлениями, от которых отходит боковая продольная бороздка.

## Список видов
Некоторые виды:
- Melanotus aemulus (Erichson, 1841)
- Melanotus brignolii Guglielmi & Platia, 1985
- Melanotus brunnipes (Germar, 1824)
- Melanotus castanipes (Paykull, 1800)
- Melanotus cinerascens (Küster, 1852)
- Melanotus communis (Gyllenhall, 1817)
- Melanotus crassicollis (Erichson, 1841)
- Melanotus desbrochersi Candèze, 1881
- Melanotus dichrous (Erichson, 1841)
- Melanotus ferrugineus Schwarz, 1891
- Melanotus fusciceps (Gyllenhal, 1817)
- Melanotus graecus Platia & Schimmel, 1993
- Melanotus kraatzi Schwarz, 1892
- Melanotus monticola (Ménétriés, 1832)
- Melanotus mouldsi Calder, 1983
- Melanotus punctolineatus (Pelerin, 1829)
- Melanotus tauricola Dolin, 1980
- Melanotus tenebrosus (Erichson, 1841)
- Melanotus villosus (Fourcroy, 1785)
- Melanotus cuneiformis Baudi, 1871
- Melanotus sulcicollis (Mulsant & Guillebeau, 1855)